# 지하여자 대학
지하여자 대학(Underground Women's College)은 한국에서 제작된 최무룡 감독의 1970년 영화이다. 문희 등이 주연으로 출연하였고 이민덕 등이 제작에 참여하였다.

## 출연

### 주연
- 문희
- 이순재
- 김창숙
- 유미

### 조연
- 최지숙
- 김동원
- 이낙훈
- 최삼
- 김웅
- 이예성
- 한은진
- 김신재
- 임예심
- 조덕성
- 손전
- 김기범
- 임화숙
- 김재건
- 황해성
- 김애경

## 제작진
- 원작자: 장덕조
- 제작부장: 진호림
- 제작담당: 남준희
- 촬영부: 최승학
- 촬영부: 배근형
- 촬영부: 이동언
- 조명: 서병수
- 조명부: 김동호
- 조명부: 김승건
- 조명부: 김재열
- 조연출: 김성수
- 조연출: 박태영
- 조연출: 양재성
- 음향: 최형래
- 사운드: 한양
- 미술: 임명선
- 현상: 칠광현상소
- 스틸: 정기성
- 소품: 배정원